# Cap Bridgman
Pour les articles homonymes, voir Bridgman.
Le cap Bridgman (en danois : Kap Bridgman), est un cap du Groenland. 
Le cap a été nommé par Robert Peary en hommage à Herbert L. Bridgman (en), l'un des membres du Peary Arctic Club (en) de New York.
Les restes humains les plus septentrionaux de la culture de l'Indépendance I, et ainsi du monde, ont été décrits au cap Bridgman par Peter Dawes dans une lettre à Eigil Knuth ; ils comprennent trois sites d'anneaux de tente et de dalles, bien qu'il s'agisse probablement d'une expédition à court terme avec un établissement permanent au Frigg Fjord (en) légèrement au sud.

## Géographie
Le cap Bridgman est situé du côté nord de l'embouchure du Frederick E. Hyde Fjord (en) en Terre de Peary. Le cap John Flagler est le promontoire du côté sud de l'entrée du fjord,. Sur le plan administratif, il fait partie du Parc national du Nord-Est du Groenland.
En 1900, ce promontoire constitue l'exploration géographique précise la plus orientale de Robert Peary au nord du Groenland, car plus au sud il rencontre le brouillard. En 1907, il devient un point de repère important pour l'expédition Danmark qui cartographie pour la première fois la zone inconnue au sud et au sud-est du cap, ainsi qu'une partie de la Daly Range (en), s'élevant à l'ouest au-dessus de la plaine.
|  |